# بل کانادا

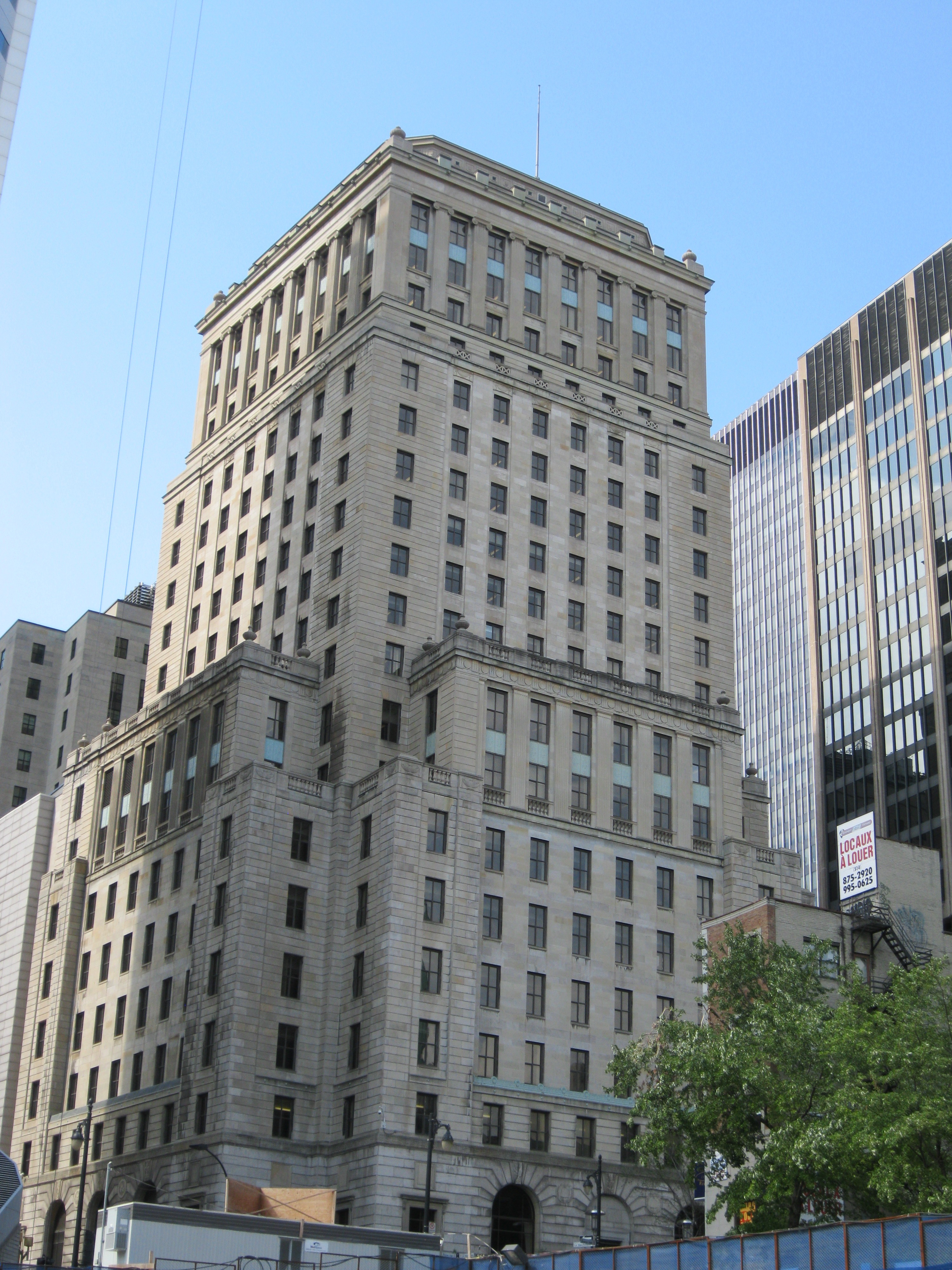
ساختمان مرکزی شرکت بل کانادا در شهر مونترآل

بل کانادا (به انگلیسی: Bell Canada) شرکت مخابرات کانادایی است، که دفتر مرکزی آن در شهر مونترآل قرار دارد. این شرکت از طریق شرکت تابعه بل مدیا در زمینه رسانه‌های گروهی و شبکه‌های ماهواره‌ای نیز فعالیت می‌کند. از جمله شرکت‌های تابعه آن می‌توان به؛ بل آلیانت، نورت‌وست‌تل، تله‌بک و نورترن‌تل اشاره کرد.
شرکت بل کانادا بزرگترین ارائه‌کننده خدمات تلفن و اینترنت دی‌اس‌ال در شمال و شرق کانادا می‌باشد و یکی از شرکت‌های تابعه بل کانادا به‌نام شرکت بل موبایلیتی، به‌عنوان یکی از ۳ اپراتور بزرگ در کانادا شناخته می‌شود. بل کانادا با بیش از ۱۳ میلیون مشترک خطوط تلفن ثابت، به‌عنوان بزرگترین ارائه‌کننده خدمات تلفن در کشور کانادا محسوب می‌شود و در مجموع پس از شرکت ارتباطات راجرز، در رتبه دوم از بزرگترین شرکت‌های مخابراتی کانادا قرار دارد.
بخشی از سهام این شرکت در بازارهای بورس تورنتو و بورس نیویورک معامله می‌شود. در رتبه‌بندی سال ۲۰۱۱ شرکت بل کانادا در فهرست فوربز جهانی ۲۰۰۰ در رتبه ۲۶۲ از بزرگترین شرکت‌های جهان قرار داشت.